# Lijst van burgemeesters van Ruinen
Dit is een lijst van burgemeesters van de voormalige Nederlandse gemeente Ruinen in de provincie Drenthe. Ruinen is in 1998 grotendeels opgegaan in de nieuwe gemeente De Wolden enkele delen van de voormalige gemeente Ruinen werden bij Hoogeveen en bij Westerveld gevoegd.
| Ambtsperiode | Naam burgemeester                         | Partij of stroming | Bijzonderheden                                              |
| ------------ | ----------------------------------------- | ------------------ | ----------------------------------------------------------- |
| 1811 - 1832  | Wessel Hilberts Noordhuis                 |                    |                                                             |
| 1832 - 1835  | jhr. Rudolph Arent van Holthe tot Echten  |                    | later burgemeester van Hoogeveen                            |
| 1835 - 1843  | jhr. Hendrik Gerard van Holthe tot Echten |                    | broer van zijn voorganger; later burgemeester van Hoogeveen |
| 1843 - 1846  | Lambertus Carsten                         |                    | later burgemeester van Hoogeveen                            |
| 1846 - 1866  | Jan Oldenbandringh                        |                    | later burgemeester van Hoogeveen                            |
| 1866 - 1877  | Diederick Theodorus Notten                |                    |                                                             |
| 1877 - 1916  | jhr. Hendrik Gerard van Holthe tot Echten |                    | oomzegger van zijn naamgenoot                               |
| 1916 - 1945  | jhr. Anne Willem van Holthe tot Echten    |                    | zoon van zijn voorganger                                    |
| 1946 - 1953  | C.A. Crena de Jongh                       |                    |                                                             |
| 1953 - 1967  | mr. Jan Jacob Roeters van Lennep          |                    |                                                             |
| 1967 - 1993  | Klaas de Boer                             | VVD                |                                                             |
| 1993 - 1997  | Anne Meijer                               | VVD                | later burgemeester van Westerveld                           |